# Campdevànol

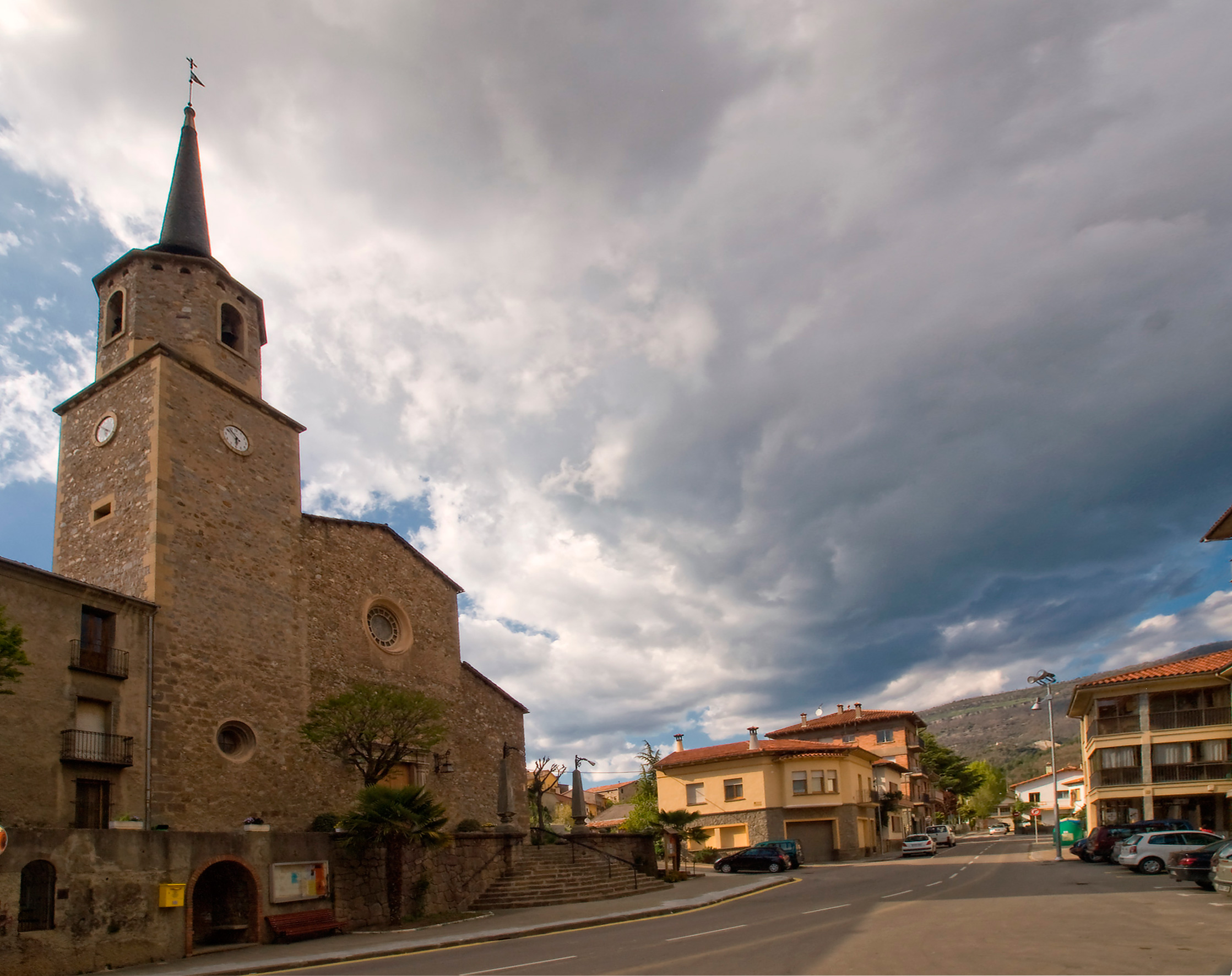
Pfarrkirche Campdevànol

Campdevànol ist eine spanische Gemeinde in der Comarca Ripollès in der Provinz Girona.
Die Gemeinde hat 3.262 Einwohnern (Stand: 2024) auf einer Fläche von 33 km². Dies entspricht 99 Einwohner/km². Amtssprache ist Katalanisch. Die Einwohner werden campdevanolenc bzw. campdevanolenca genannt.

## Lage
Campdevànol liegt 75 Kilometer von Girona und 110 Kilometer nördlich von Barcelona im Nordosten Kataloniens an der Eisenbahnstrecke Barcelona–La Tour de Carol in Frankreich am südlichen Rand der Pyrenäen.

## Gemeindegliederung
- Campdevànol
- La Creu
- L'Herand
- Sant Cristòfol
- Sant Llorenç de Campdevànol
- Sant Martí d'Armàncies
- Sant Pere d'Aüira
- Sant Quintí de Puigrodon

## Geschichte
Der Name Campdevànol stammt von den Vandalen ab. Im Jahre 409, als der alanisch-vandalisch-suebische Verband weiter nach Spanien zog, um dort verschiedene weitere kurzlebige Staatswesen zu gründen, hatten sie an dieser Stelle ein Lager errichtet. Zahlreiche Artefakte, die bei Ausgrabungen gefunden wurden, belegen dies.
Die erste urkundliche Erwähnung stammt aus den Aufzeichnungen der Kirchenbücher von San Pere de Ripoll aus dem Jahr 890. San Cristóbal de Campdevanol wird mit den historischen Siedlungen San Quintín de Puigrodón und San Lorenzo de Campdevanol in einen Ort zusammengeführt. Der Name Campdevànol wird in einem Dokument aus dem Jahr 987 erwähnt, das von einem Rechtsberater des Comte Oliba unterzeichnet wurde. Die heutige Gemeinde wurde 1814 mit den Siedlungen Armancias und San Pedro de Huire zusammengelegt und mit einem Vertrag des Notars Josep Anton Ylla aus Ripoll als Gemeinde von Campdevànol bestätigt.
| Jahr      | 1717 | 1857  | 1900  | 1910  | 1920  | 1930  | 1940  | 1950  | 1960  | 1970  | 1980  | 1990  | 2000  | 2002  | 2004  | 2006  | 2008  |
| --------- | ---- | ----- | ----- | ----- | ----- | ----- | ----- | ----- | ----- | ----- | ----- | ----- | ----- | ----- | ----- | ----- | ----- |
| Einwohner | 345  | 1.202 | 1.318 | 1.756 | 2.097 | 2.315 | 2.052 | 2.167 | 3.377 | 3.716 | 3.568 | 3.476 | 3.370 | 3.412 | 3.361 | 3.499 | 3.051 |

## Industriegeschichte
Die Bevölkerung lebte bis zur Industrialisierung vor allem von der Landwirtschaft. Es gab zu dieser Zeit mehrere von Wasserkraft betriebene Mühlen.
Eine der ersten Branchen in Campdevànol waren die clavetaires (dtsch. Schlüsselmacher), heute gibt es noch eine Straße in der Stadt mit diesem Namen. Die Gilde der clavetaires hatte ihre Bedeutung im siebzehnten und achtzehnten Jahrhundert, und es dauerte bis zum Ende des neunzehnten Jahrhunderts. Zu diesem Zeitpunkt wurden alle Arten von Schlüsseln für ganz Katalonien und weiten Teilen Spaniens durch Schmiedebetriebe aus Campdevànol hergestellt. Sie wurden zu einer der wichtigsten Einnahmequellen für die damalige Bevölkerung.
Die erste Schmiede wurde am 17. Februar 1634 gegründet und arbeitete bis 1875 am Ufer des Flusses Rio Freser. Die Schmiede wurde umgebaut und ab 1876 werden bis heute unter dem Namen La Farga Casanova Werkzeuge für die Landwirtschaft und Bauindustrie gefertigt.
Gegen Ende des 19. Jahrhunderts kamen weitere Branchen und Betriebe hinzu, Gips- und Zementindustrie sowie eine Hartmetallfertigung. So entstanden Brennöfen und Mühlen zur Herstellung von Zement. Seit Anfang des 20. Jahrhunderts entstanden am Flussufer von Rio Merdàs und Rio Freser, Fabriken der Hersteller, wie Carbonell, Ramon Padrós, und Super Isart Gyps. 1895 wurde die Carbide Fabrik, in der Nähe des Flusses Rio Freser an der Brücke Cabreta errichtet.
Garne und Gewebe wurden seit 1804 von dem Unternehmen Puig y Cia Pisserra hergestellt. 1911 ging diese Firma in "Calaiola" und später in Laiola S.A umbenannt. 1847 entstand auch die Firma Cayetano Piquer. Zwischen dem späten 19. Jahrhundert und frühen 20. Jahrhundert folgten weitere Textilbetriebe wie die Cal Ribalaigua und Martinet.
Als eine Kuriosität gilt, dass die Zementfabrik Herand 1916 in eine Spinnerei und Papierfabrik umgebaut wurde. Fast alle diese Betriebe und Branchen siedelten sich an einem Ufer der beiden Flüsse an und nutzten die Wasserkraft wie zuvor mehrere Mühlen, die in der Gründerzeit der Bevölkerung dienten.
1939 entstand die Firma Taga S.A, die Schmiedeteilen für die Automobilindustrie und den allgemeinen Maschinenbau herstellt.

### Wirtschaftskrise 1957–1978
Als Folge der Wirtschaftskrise in Spanien wurde zwischen 1957 und 1978 viele Einwohner Campdevànols arbeitslos. 1957 musste Laiola S.A schließen, 1959 endete die Fertigung bei Herand, 1964 folgte Cal Ribalaigua. Im Jahr 1968 wurden das Werk Kraftstoff Freser, 1975 die Fabrik Molinou (Garnhersteller), 1976 der Leuchtkörperhersteller Pernau und im Jahr 1978 der Pflanzengewebehersteller Martinet geschlossen.

### Heute
Aus der Gründerzeit bestehen jedoch noch einige dieser Unternehmen, wie Casanova oder Farga Taga. Neben zahlreichen neu entstandenen Betrieben von regionaler Bedeutung ist jedoch das größte Werk in Campdevànol die Firma Comforsa S.A die Motoren- und Automobilteile für den Weltmarkt herstellt. Zu den Kunden zählen zum Beispiel: Nissan, Opel, Caterpillar, Renault, MAN, Volvo Trucks, Yanmar (Schiffsmotoren) und Deutz-Ditter.

## Tourismus
Campdevànol bezeichnet sich selbst auf Grund seiner Lage auch als El Jardí del Pirineu (dtsch. Garten der Pyrenäen). Die zahlreichen Gipfel, die Campdevànol umgeben reichen bis auf 3000 Meter Höhe und durch die Tallage zum Fluss Rio Freser (783 Meter) wurde die Region um Campdevàlon nicht nur als Traningsgebiet für Radsportler bekannt, sondern bietet auch Wanderern ein beliebtes Ausflugsziel. Die zahlreichen Routen sind ausgeschildert.
Neben kleinen Hotels und Agrotourismus-Unterkünften verfügt die Gemeinde auch über einen 70.000 m² großen Campingplatz. Durch Pendelverkehr von Autobuslinien besteht direkte Verbindung zu den Skigebieten La Molina-Masella und Vall de Núria in den katalanischen Pyränen.

## Klima
Durch die Höhenlage in der Region um Campdevànol sind Niederschläge vor allem im Frühling und Herbst nicht selten. Das kontinentale Klima wird geprägt durch heiße Sommer und kalte Winter. Die täglichen Temperaturschwankungen können durchaus 25 °C betragen.

## Sehenswürdigkeiten
- Ermita de Sant Pere d’Auria
- Ermita de Sant Martí